# Худайбердиев, Розыкулы
Розыкулы Худайбердиев (18.04.1936, село Кырач, Чарджоуская область, Туркменская ССР, СССР — 14.12.2024,г. Туркменабат, Лебапский велаят) — советский туркменский хозяйственный, государственный и партийный деятель.

## Биография
Родился в 1936 году в селе Кырач Чарджоуской области. Член КПСС.

### Образование
Окончил Туркменский сельскохозяйственный институт имени М. И. Калинина.
В 1974 в Ашхабаде защитил диссертацию на соискание учёной степени кандидата технических наук. Тема диссертации: «Исследование и обоснование оптимальных параметров активных рабочих органов для междурядной обработки посевов хлопчатника».

### Трудовая деятельность
С 1959 года — на хозяйственной, общественной и политической работе. 
В 1959—1987 гг. — инженер, заместитель председателя колхоза, главный инженер, управляющий районным сельскохозяйственным объединением, второй секретарь, первый секретарь Чарджоуского райкома КП Туркменистана, первый секретарь Чарджоуского областного комитета КП Туркменистана.
Избирался депутатом Верховного Совета Туркменской ССР 8-го и 9-го созывов, Верховного Совета СССР 10-го и 11-го созывов.
Делегат XXVI и XXVII съездов КПСС.
Жил в Туркменистане.